# Welkom
Welkom [vɛlkɔm] („Willkommen“ auf Afrikaans) ist eine Stadt in der Lokalgemeinde Matjhabeng, Distrikt Lejweleputswa in der südafrikanischen Provinz Freistaat. 2011 hatte sie 64.130 Einwohner. Mehrere Townships liegen bei Welkom: Thabong mit 126.013 Einwohnern, Riebeeckstad mit 11.268 und Hani Park mit 9600 Einwohnern. Welkom liegt 160 Kilometer von der Provinzhauptstadt Bloemfontein entfernt.
Welkom ist eine der jüngsten und zeitweise am schnellsten wachsenden Städte Südafrikas. Ihr Wachstum verdankt sie einem Goldfund im Jahr 1946. Nach ihrer Gründung 1947 wurde Welkom zum Zentrum der südafrikanischen Goldindustrie. 21 Prozent des weltweit abgebauten Goldes stammen aus Welkom. Neben Gold wird außerdem Uran abgebaut sowie Stahl, Holz und Rindfleisch produziert. Als weitere Einrichtungen gibt es unter anderem zwei technische Hochschulen, einen kleinen Flughafen und Anschluss an die Bahnstrecke zwischen Johannesburg und Kapstadt.
Welkom wurde von Anfang an als Modellstadt für die Arbeiter in den Goldminen entworfen. Eine Besonderheit in diesem Zusammenhang ist das in einem 45 km² großen Park gelegene, hufeisenförmige Geschäfts- und Verwaltungszentrum. Im Stadtbereich wurden über eine Million Bäume gepflanzt.
Welkom erhielt 1961 zuerst Gemeinderechte und 1968 das volle Stadtrecht. Heute ist Welkom Sitz der Gemeindeverwaltung. Auch nach Ende der Apartheid in Südafrika Anfang der 1990er Jahre leben die meisten Schwarzen in Welkom im nahegelegenen Township Thabong.

## Tourismus
Sehenswert ist die City Hall. Im modernen Rathaus von Welkom bietet eine Ausstellung einen Überblick der Stadtgeschichte und die Goldgewinnung in der Region. Der Publicity Clock Tower, ein 60 Meter hoher Uhrturm mit 196 Stufen, gewährt einen Ausblick über die Stadt und das Umland.
Das Gold Museum ist in der Stadtbibliothek untergebracht und stellt den ersten Goldfund sowie den darauf folgenden Abbau in dieser Gegend dar. Auch werden die Stadtgründung sowie die hiesige Tier- und Pflanzenwelt vorgestellt. Durch die sechs noch aktiven Goldminen im Umkreis werden Führungen angeboten.
Im Sommer finden seit Ende der 1990er Jahre jedes Wochenende auf dem Rundkurs Goldfield Course Autorennen statt.
Westlich des Zentrums von Welkom lebt eine Flamingo-Kolonie.

## Töchter und Söhne der Stadt
- Connie Chiume (1952–2024), Schauspielerin
- Stephen Brislin (* 1956), katholischer Geistlicher, Erzbischof von Johannesburg und Kardinal
- John Dobson (* 1970), Rugbytrainer
- Mark Shuttleworth (* 1973), IT-Unternehmer und erster Afrikaner im Weltraum
- Christoffel Johannes van der Linde (* 1980), Rugby-Nationalspieler
- Yolandi du Toit (* 1985), Radrennfahrerin
- Andries Gous (* 1993), Cricketspieler
- Dean Elgar (* 1997), Cricketspieler
- Colette Uys (* 2000), Leichtathletin
- Miné de Klerk (* 2003), Leichtathletin